# Свидание в Самарре (роман)
«Свидание в Самарре» (англ. Appointment in Samarra) — первый и наиболее известный роман американского писателя Джона О’Хары, написанный в 1934 году. Как и многие другие произведения автора, описывает события из жизни средних слоёв американского общества 1920-х годов.

## Свидание
Название представляет собой отсылку к пересказу Сомерсетом Моэмом древнего месопотамского рассказа, который дан как эпиграф романа: Торговец в Багдаде посылает своего слугу на рынок за провизией. Вскоре после этого, слуга приходит домой бледный и дрожащий, и говорит ему, что на рынке он столкнулся с женщиной, в которой он узнал смерть, и она сделала угрожающий жест. Одолжив лошадь торговца, он скачет на большой скорости в Самарру, находящуюся на расстоянии около 75 миль (125 км), где, как он считает, смерть не найдёт его. Торговец после этого идёт на рынок, находит смерть и спрашивает, почему она сделала угрожающий жест. Она отвечает: «Это был не угрожающий жест, я просто вздрогнула от удивления. Я была поражена, увидев его в Багдаде, потому что мне была назначена встреча с ним сегодня вечером в Самарре».
В своём предисловии к переизданию 1952 года О’Хара говорит, что рабочее название романа было «Адская роща» (The Infernal Grove). Он получил идею для заголовка «Свидание в Самарре», когда Дороти Паркер показала ему историю в пьесе Моэма, «Sheppey». Он говорит, что «Дороти не нравится название, [издателю] Альфреду Харкорту не нравится название, его редакторам оно не понравилось, никому не понравилось, кроме меня». О’Хара описывает его как указание на «неотвратимость смерти Джулиана Инглиша».

## Сюжет
В романе описываются жизнь Джулиана Инглиша. Герой романа — типичный представитель американского среднего класса, реализовавший все представившиеся в жизни возможности. Успешный брак, покупка дома, членство в привилегированных закрытых клубах. Тем не менее всё это превращается в ничто после того, как на одном из светских приёмов Инглиш, по собственной прихоти, поддаётся искушению швырнуть стакан с виски в лицо человеку, который по неизвестным даже ему самому причинам его раздражает.

## Награды и премии
В 2007 году «Свидание в Самарре» было включено в 100 лучших романов XX века на английском языке по версии издательства Modern Library
В 2011 году книга была помещена в список 100 лучших романов, написанных на английском языке с 1923 года, составленный журналом «Time».